# Amélie Cocheteux
Amélie Cocheteux (Amiens, 27 maart 1978) is een tennisspeelster uit Frankrijk.
Ze begon op vijfjarige leeftijd met tennis. Haar favoriete ondergrond is gravel. Zij speelt linkshandig en heeft een tweehandige backhand. Zij was actief in het internationale tennis van 1993 tot en met 2001.

## Loopbaan
Cocheteux debuteerde in 1993 op het ITF-toernooi van Marseille (Frankrijk).
1995 won zij het juniortoernooi van Roland Garros – in de finale versloeg zij de Duitse Marlene Weingärtner. Op dat toernooi had zij tevens haar grandslamdebuut bij de volwassenen.
Eenmaal bereikte zij een WTA-finale, in 1999 op het dubbelspeltoernooi van Warschau, samen met de Slowaakse Janette Husárová – zij verloren van Cătălina Cristea (Roemenië) en Irina Seljoetina (Kazachstan). Omdat zij op dit toernooi ook in het enkelspel goed presteerde (zij kwam tot de kwartfinale), bereikte zij hiermee haar hoogste enkelspelpositie op de wereldranglijst: de 55e plek, in mei 1999.
Haar beste enkelspelresultaat op de grandslamtoernooien is het bereiken van de derde ronde, op het US Open 1999. In het dubbelspel bereikte zij op de grandslamtoernooien twee keer de kwartfinale: eenmaal op Roland Garros 2000 en andermaal op Wimbledon 2000, in beide gevallen met landgenote Nathalie Dechy aan haar zijde.
In 2000 werd Cocheteux beticht van racisme, maar dit leidde enkel tot een rel in de media, en niet tot een officiële aanklacht. De resultaten van Cocheteux namen daarna serieus af, en in 2001 speelde zij nog maar drie toernooien – nadat zij in alle drie in de eerste ronde werd uitgeschakeld, stopte zij met tennis.

## Posities op deWTA-ranglijst
Positie per einde seizoen:
| jaar | rang enkelspel | rang dubbelspel |
| ---- | -------------- | --------------- |
| 1993 | 774            | –               |
| 1994 | 911            | –               |
| 1995 | 226            | 494             |
| 1996 | 166            | 273             |
| 1997 | 106            | 445             |
| 1998 | 77             | 160             |
| 1999 | 64             | 88              |
| 2000 | 179            | 67              |
| 2001 | 1022           | –               |

## Palmares
| Legenda                |
| ---------------------- |
| Grandslamtoernooi      |
| Olympische Spelen      |
| Year-End Championships |
| Tier I                 |
| Tier II                |
| Tier III               |
| Tier IV & V            |

### WTA-finaleplaatsen enkelspel
geen

### WTA-finaleplaatsen vrouwendubbelspel
| nr.              | finale     | toernooi     | ondergrond | partner          | tegenstandsters                   | score    |         |
| ---------------- | ---------- | ------------ | ---------- | ---------------- | --------------------------------- | -------- | ------- |
| gewonnen finales |            |              |            |                  |                                   |          |         |
| geen             |            |              |            |                  |                                   |          |         |
| verloren finales |            |              |            |                  |                                   |          |         |
| 1.               | 1999-05-09 | WTA Warschau | gravel     | Janette Husárová | Cătălina Cristea Irina Seljoetina | 1-6, 2-6 | details |

## Resultaten grandslamtoernooien
| Legenda | Legenda                          |
| ------- | -------------------------------- |
| g.t.    | geen toernooi gehouden           |
| l.c.    | lagere categorie                 |
| –       | niet deelgenomen                 |
| G       | uitgeschakeld in de groepsfase   |
| 1R      | uitgeschakeld in de eerste ronde |
| 2R      | uitgeschakeld in de tweede ronde |
| 3R      | uitgeschakeld in de derde ronde  |
| 4R      | uitgeschakeld in de vierde ronde |
| KF      | uitgeschakeld in de kwartfinale  |
| HF      | uitgeschakeld in de halve finale |
| F       | de finale verloren               |
| W       | het toernooi gewonnen            |
| w-v     | winst/verlies-balans             |

### Enkelspel
| toernooi        | 1995 | 1996 | 1997 | 1998 | 1999 | 2000 |
| --------------- | ---- | ---- | ---- | ---- | ---- | ---- |
| Australian Open | –    | –    | –    | 1R   | 1R   | 2R   |
| Roland Garros   | 1R   | 1R   | 2R   | 1R   | 1R   | 1R   |
| Wimbledon       | –    | 1R   | –    | 1R   | 2R   | 1R   |
| US Open         | –    | –    | –    | 2R   | 3R   | 1R   |

### Vrouwendubbelspel
| toernooi        | 1995 |    | 1998 | 1999 | 2000 | 2001 |
| --------------- | ---- | -- | ---- | ---- | ---- | ---- |
| Australian Open | –    | –  | –    | 1R   | –    |      |
| Roland Garros   | 1R   | 2R | 1R   | KF   | 1R   |      |
| Wimbledon       | –    | –  | 2R   | KF   | –    |      |
| US Open         | –    | –  | 1R   | –    | –    |      |